# Górnicy
Górnicy – rzeźba plenerowa na cokole autorstwa Mariana Wnuka z 1964 roku, znajdująca się na Promenadzie gen. Jerzego Ziętka w Parku Śląskim w Chorzowie.
Autorem rzeźby był Marian Wnuk. „Górnicy” powstali w 1964 przy okazji aranżacji przestrzeni powstającego Wojewódzkiego Parku Kultury i Wypoczynku w Chorzowie (od 2012 roku jako Park Śląski). Rzeźba wykonana została w narzucie ze sztucznego kamienia z opiłkami żelaza. Artysta użył konstrukcję metalową. „Górnicy” są rzeźbą figuratywną, typu pomnikowego. Jest to rzeźba socrealistyczna. Przedstawia dwóch kroczących górników. Robotnicy maja na głowach kaski, a w ręce trzymają górnicze latarki. Pierwotnie dzieło prof. Wnuka stało w pobliżu Stadionu Śląskiego od strony parku. Na cokole obłożonym płytami z czerwonego piaskowca znajdował się napis: „Marian Wnuk 1906–1967 Górnicy 1965”. W 2011 rzeźba została wpisana do rejestru zabytków ruchomych województwa śląskiego (B/206/11). Rzeźba ma rozmiary 300 x 100 x 145 cm. Jej właścicielem jest Park Śląski. W wyniku działania czynników atmosferycznych zniszczeniu uległa zarówno rzeźba jak i postument. W 2021 roku konieczne prace restauracyjne przeprowadziła firma Okoń Leonarda Studio Artystyczno-Konserwatorskie z Bydgoszczy, których koszt wyniósł 98 400 zł. „Górnicy” przeniesieni zostali do nowej lokalizacji po przeciwnej stronie parku, w pobliżu stacji Kolei linowej „Elka” (ul. Złota w Katowicach).